# フラニアン
| 累代        | 代     | 紀           | 基底年代 Mya |
| ----------- | ------ | ------------ | ------------ |
| 顕生代      | 新生代 | 第四紀       | 2.58         |
| 顕生代      | 新生代 | 新第三紀     | 23.03        |
| 顕生代      | 新生代 | 古第三紀     | 66           |
| 顕生代      | 中生代 | 白亜紀       | 145          |
| 顕生代      | 中生代 | ジュラ紀     | 201.3        |
| 顕生代      | 中生代 | 三畳紀       | 251.902      |
| 顕生代      | 古生代 | ペルム紀     | 298.9        |
| 顕生代      | 古生代 | 石炭紀       | 358.9        |
| 顕生代      | 古生代 | デボン紀     | 419.2        |
| 顕生代      | 古生代 | シルル紀     | 443.8        |
| 顕生代      | 古生代 | オルドビス紀 | 485.4        |
| 顕生代      | 古生代 | カンブリア紀 | 541          |
| 原生代      | 原生代 | 原生代       | 2500         |
| 太古代      | 太古代 | 太古代       | 4000         |
| 冥王代      | 冥王代 | 冥王代       | 4600         |
| 1. 2. 3. 4. |        |              |              |

フラニアン（英: Frasnian）は、国際層序委員会によって定められた地質学用語である、地質時代名の一つ。3億8270万年前（誤差160万年）から3億7220万年前（誤差160万年）にあたる、後期デボン紀を二分した前期である。前の期は中期デボン紀後期ジベティアン、続く期は後期デボン紀後期ファメニアン。フラーヌ期とも呼ばれる。

## 層序
フラニアン階は1879年にフランスの地質学者ジュール・ゴスレが提唱し、1981年に Subcommission on Devonian Stratigraphy が後期デボン系の層序に認めた。名前はベルギーの Frasnes-lez-Couvin にちなむ。
フラニアン階の最上部、すなわちファメニアン階の基底はコノドント Palmatolepis triangularis の初出現で定義される。

## 出来事
五大大量絶滅にも数えられる後期デボン紀の大量絶滅は複数の絶滅事変で構成されており、そのうち1つはフラニアン - ファメニアン境界で起きた。ベルギーのフラニアン - ファメニアン境界付近ではジベンゾフランとカダレンのピークが認められている。これはそれぞれ海洋への土砂流入と維管束植物を示す生命存在指標であるため、陸上植生の崩壊が示唆されている。
また、フラニアン - ファメニアン境界は海洋無酸素事変を示す黒色頁岩が産出し、上部ケルワッサー海洋無酸素事変と一致する。ベトナム北部のフラニアン階に相当するトクタット累層からはテンタキュリトイドと呼ばれる微小な円錐形の殻化石が多産するが、その産出量と多様性は減少を示しており、低緯度の古テチス海域における彼らの絶滅パターンを垣間見ることができる。中華人民共和国広西チワン族自治区欽州市板城付近にはジベティアンから前期石炭紀のトルネーシアンまで珪質岩層が分布するが、下部ケルワッサー海洋無酸素事変の痕跡は一切確認されていない。一方で上部ケルワッサー海洋無酸素事変を示す黒色頁岩や有機質石灰岩は産出しており、深海では無酸素環境、浅海では貧酸素環境であったことが示唆されている。
フラニアン - ファメニアン境界の大量絶滅で放散虫は打撃を受けずむしろ繁栄していたとまで考えられていたが、全放散虫の属の27%がフラニアン末に絶滅していたことが2002年に判明した。このとき科レベルでの多様性は失われなかった。フラニアン期ではEntactinaria亜目が支配的な放散虫であったが、境界で放散虫群集の大転換が起き、ファメニアン期ではAlbaillellaria亜目とNassellaria亜目が繁栄することとなる。

## 日本において
日本では2018年に初めて化石年代に基づくフラニアン階の分布が確認された。岩手県大船渡市日頃市町長安寺に分布する長安寺層は三葉虫や腕足動物の化石に基づいて下部石炭系トルネーシアン階とされていたが、その砂岩頁岩卓越層から腕足動物セルアトリパや同じく腕足動物キルトスピリファーが産出したことから、フラニアン階からファメニアン階であると考えられている。キルトスピリファーはフラニアン階からファメニアン階を示す示準化石であり日本各地で産出しているが、セルアトリパの産出によりフラニアン階が確かめられた。
日本の北上山地に分布する根茂田帯根茂田コンプレックスから産出した放散虫群集は Trilonche minax 群集に類似する。T. minax 群集はコノドント化石から最後期ジベティアンからフラニアンに位置付けられている。
なお、放射年代では2017年時点で、ウラン・鉛年代測定法により高知県高知市の鴻ノ森岩体がフラニアン階に相当する3億8220万年前と推定された。